# کوان اون بی
کوان اون بی (کره‌ای: 권은비؛ زادهٔ ۲۷ سپتامبر ۱۹۹۵) همچنین با نام هنری اون‌بی (انگلیسی: Eunbi) شناخته می‌شود، خواننده اهل کره جنوبی است. او به عنوان یکی از اعضای گروه دخترانهٔ کوتاه‌مدت یه-آ تحت نام هنری کازو (انگلیسی: Kazoo) فعالیت خود را آغاز کرد، قبل از اینکه در سال ۲۰۱۴ این گروه را ترک کند و قراردادی با وولیم انترتینمنت امضا کند. در سال ۲۰۱۸ او یکی از شرکت کنندگان نمایش استعدادیابی پرودوس ۴۸ بود و در جایگاه هفتم قرار گرفت، که به او اجازه داد تا به عنوان یکی از اعضای گروه دخترانهٔ آیز*وان و لیدر این گروه فعالیتش را آغاز کند.